# Transfermuga
Transfermuga est un projet de coopération transfrontalière sur la mobilité au Pays basque. Lancé en 2011, le programme est porté par l'Eurorégion Aquitaine-Euskadi, une structure de coopération entre la région Nouvelle-Aquitaine, la communauté autonome basque et la Navarre. Sa première phase comprend une étude sur la mobilité de part et d'autre de la frontière. En 2015, dans le cadre de la deuxième phase, est lancée la plate-forme d'information multimodale Transfermuga.eu.

## Contexte
La frontière entre l'Espagne et la France constitue une limite pour de nombreux réseaux de transport : les trains TER Aquitaine s'arrêtent en gare d'Hendaye et ceux des Cercanías Saint-Sébastien en gare d'Irun, à quelques centaines de mètres. Au début des années 2010, 95 % des déplacements transfrontaliers s'effectuent par la route, malgré le caractère local d'une grande partie de ceux-ci. Des offres transfrontalières existent néanmoins, comme EuskoTren qui relie Hendaye à Saint-Sébastien, ou des cars.

## Contenu du projet

### Transfermuga 1 (l'étude)
Une étude a été menée en 2012 et 2013 par l'Eurorégion Aquitaine Euskadi avec l'Agence d'urbanisme Adour-Pyrénées (Audap), l'Instituto Vasco de Logística y Movilidad Sostenible, et Eusko Trenbideak. Elle montrait que la mobilité transfrontalière était très locale et majoritairement automobile. Elle réalisait 4 grands types de préconisations opérationnelles.

### Transfermuga 2 (l'intermodalité)
Le projet doit permettre d'améliorer l'intermodalité, notamment
- en étudiant l'évolution du secteur ferroviaire en amont de la suppression de la rupture de charge à la frontière,
- en étudiant le potentiel de création d'une ligne d'autocars express via l'autoroute, entre Bayonne, Biarritz Aéroport et San Sebastian,
- en ouvrant la totalité des données de transports présentes dans le calculateur d'itinéraires Transfermuga.eu.

### Transfermuga.eu (le portail)
Transfermuga.eu est un site Internet permettant l'accès à l'ensemble des offres autour de la frontière en français, espagnol, basque et anglais. Le site est lancé en 2015.

## Récompenses
En mai 2018, le projet Transfermuga a reçu le grand prix du jury "Smart Cities" du journal le Monde. 
A cette occasion, un article a été publié dans l'édition web et papier du 17 mai 2018.